# Ynglingatal
Ynglingatal är en på ett fornnordiskt versmått (kviðuháttr) upprättad kungalängd för Ynglingaätten, författad på 900-talet av Tjodolf av Hvin (ca 860–935), även kallad Tjodolf Hvinverske, hovskald i kung Harald Hårfagers släkt. Dikten utgörs av 54 verser, och skrevs för en norsk småkonung som hävdade släktskap med den svenska kungaätten Ynglingaätten. De äldsta kungarna i texten är tidiga svenska kungar med hemvist i Gamla Uppsala, medan de senare kungarna är kungar i Norge.

## Ursprung
Den ursprungliga versionen, som inte finns bevarad, antas ha utgått från tidigare talade och sjungna traditioner i Norden. Författaren Tjodolf (Þjóðólfr) var hovskald hos den norske småkungen Ragnvald Hederhög, som var kusin till Harald Hårfager. Bakgrunden till diktens tillkomst var att de norska kungarna sade sig leda sitt ursprung tillbaka till Uppsalakungarna. Verket är av språkforskningen daterat till runt år 900 (Harald Hårfager kom till makten år 872).
Kungalängden inleds med Fróði följd av Fjǫlnir (Fjölner). I ynglingasagans medeltida tillägg lades även Oden och Njord till, samt Fróði tolkades som en Yngve Frej, kungar som var ursprunget till de nordiska gudarna.

## Snorres och andra versioner
Ynglingatal finns som sagt inte bevarat utan är endast känd genom att det citerats i medeltidshistorikern Snorre Sturlassons Ynglingasagan, en del av verket Heimskringla, som dock är skrivet på prosa. Sannolikt är Ynglingasagan endast ett återberättande av den ursprungliga dikten. Ett annat och äldre norskt verk, Historia Norvegiæ, som är författat på latin, innehåller huvudsakligen samma uppgifter som Ynglingasagan.

## Verklighetsbakgrund
I vilken grad Ynglingatal motsvarar en historisk kungalängd är omdebatterat. Vissa menar att Ynglingatal är rent mytstoff, eftersom gudar i texten betraktas som historiska personer som en gång har levat. Enligt den uppfattningen bör texten inte alls användas som en historisk källa. Andra menar att texten kombinerar både historiska och mytiska inslag, att vissa kungar och personer motsvarar verkliga individer men att andra figurer inte gör så. Historiker som argumenterar så menar att texten eller delar av den kan användas som historisk källa. En lång rad övriga källmässiga användningsområden finns också utöver de rent berättande.

## Dateringsdebatt
Ynglingatals innehåll har flitigt debatterats, både under 1800-talet och efter 1990. En betydande skepsis gällande figurerna i texten har länge varit norm. Däremot har dateringen till 900-talet inte varit föremål för debatt. Den norske historikern Claus Krag argumenterade dock i en bok år 1991 för att Ynglingatal borde dateras till 1100-talet, och att den byggde på andra kungalängder. Som argument framförde han att de fyra första kungarnas dödsfall representerar Empedokles fyra element, och att en euhemeristisk syn präglar beskrivningen av de första generationerna. Denna syn vann brett erkännande och när Nationalencyklopedins och Svenskt biografiskt lexikons artiklar om Ynglingatal skrevs var det Krags synsätt som återgavs.
Därefter har en rad argument framförts till stöd för den ursprungliga dateringen. Om verket författats på 1100-talet borde kungalängden rimligen ha avslutats med en samtida och ryktbar norsk kung som Harald Hårfager istället för dennes betydligt mindre ryktbare kusin. Vidare figurerar platser i texten där arkeologiskt material har visat att platserna hade stor betydelse fram till vikingatiden men inte senare. Alltså är det mer sannolikt att dessa platser skulle nämnas i text som är författad på 900-talet. Med utgångspunkt i en lingvistisk analys argumenterar C.D. Sapp (2002) för att texten bör dateras till 900-talet eller möjligen 1000-talet men inte senare än så.
Religionshistorikern Olof Sundquist (2004) argumenterar för att Krag förbiser tydliga tecken på traditioner från den tidens Sverige i Ynglingatal. Det handlar om kenningar, ortnamn och personnamn. Kulturella fenomen såsom kungen som bevarare av heliga platser och minnet av en elit av beridna krigare kan peka så långt bakåt som vendeltid. Sundquist sluter sig till att Tjodolf komponerade sitt verk under 900-talet och baserade det på en redan befintlig svensk tradition. Han menar också att fyrelementsläran kunde varit känd på 900-talet genom att ha förmedlats via Britannien eller Frankerriket.
Ett ytterligare argument till stöd för en datering till 900-talet är det faktum Snorre att har valt att återge dikten såsom om den är skriven vid den tiden. Om texten vore författad århundradet innan Snorre var verksam, så borde historikern Snorre känt till detta, och i så fall avstått från att framlägga den som äldre än den faktiskt var. Dessutom har Ynglingatal använts som inspiration av Eyvind Skaldaspillir för dennes text Háleygjatal, vilken är skriven mot slutet på 900-talet.